# 와다촌 (나가노현 히가시치쿠마군)
와다촌(和田村)은 나가노현 히가시치쿠마군에 존재했던 촌이다.  (1875년 10월 25일 - ) 1954년 8월 1일, 쇼와 대합병에 의해 마쓰모토시에 편입되었다.

## 지리
마을의 형태는 동쪽을 향해 뾰족한 형태로 구성된 삼각형 이었다. 남서쪽에서 북동쪽으로 완만한 경사가 있다.

## 역사
- 1889년 4월 1일 - 정촌제 시행에 의해 히가시치쿠마군 와다촌이 단독으로 자치체를 형성하였다.
- 1954년 8월 1일 - 마쓰모토시에 편입되어 동일 와다촌은 폐지되었다.

## 참고문헌
- 『市町村名変遷辞典』東京堂出版、1990年。